# Klubbträsket, Norrbotten
Klubbträsket är en sjö i Piteå kommun i Norrbotten och ingår i Åbyälvens huvudavrinningsområde. Sjön har en area på 0,0836 kvadratkilometer och ligger 320,2 meter över havet. Sjön avvattnas av vattendraget Klubbälven.

## Delavrinningsområde
Klubbträsket ingår i det delavrinningsområde (725540-171662) som SMHI kallar för Ovan Jon-Olsabäcken. Medelhöjden är 317 meter över havet och ytan är 29,23 kvadratkilometer. Det finns inga avrinningsområden uppströms utan avrinningsområdet är högsta punkten. Klubbälven som avvattnar avrinningsområdet har biflödesordning 2, vilket innebär att vattnet flödar genom totalt 2 vattendrag innan det når havet efter 65 kilometer. Avrinningsområdet består mestadels av skog (79 procent) och sankmarker (17 procent). Avrinningsområdet har 0,08 kvadratkilometer vattenytor vilket ger det en sjöprocent på 0,3 procent.